# Cal Fonoll (Cervera)
Cal Fonoll és una obra de Cervera (Segarra) protegida com a Bé Cultural d'Interès Local.

## Descripció
Situat al carrer Major, eix vertebrador del nucli antic del municipi. Casa entre mitgeres, estreta i desenvolupada amb un únic eix vertical d'obertures, de planta baixa i dos pisos. La planta baixa està definida per dues obertures; una d'accés a l'habitatge mitjançant la caixa d'escala i l'altra a un espai de magatzem o botiga. Ambdues obertures tenen un arc escarser i el seu parament és de pedra picada ben escairada, mentre que la resta de la façana està arrebossada i pintada. Un sol balcó s'obre a cada un dels pisos -el del primer pis és un xic més gran que el del segon-, a diferència del projecte primitiu que, a més, preveia una finestra addicional a cada pis i una separació dels dos pisos i l'altell mitjançant cornises. Finalment, una última obertura romboidal defineix el remat de la façana, corresponent-se a l'interior amb un altell o espai sota teulada.